# غاد أفيغاد
غاد أفيغاد (بالعبرية: גד אביגד) (ولد في عام 1930) كيميائي حيوي إسرائيلي.
حصل على جائزة إسرائيل في عام 1957 في العلوم الدقيقة.

## حياته
ولد في القدس في عام 1930. والتحق في عمر السابعة عشر بالبالماخ وهي القوات الخاصة في ميليشيات الهاجاناه. ودرس في الجامعة العبرية في القدس، وحصل على الدكتوراه في عام 1958.
عمل أستاذا مشاركا في الكيمياء الحيوية في الجامعة العبرية، وانتقل في عام 1970 إلى الولايات المتحدة، وقام بالتدريس في مدرسة روبرت جونسون للطب في نيوجرسي.

## جوائز
- حصل على جائزة إسرائيل في عام 1957 في العلوم الدقيقة.[3] بالاشتراك مع شلومو هيسترين ودافيد سيدني فاينغولد.